# Nakki Lake
Der Nakki Lake (Hindi नक्की झील Nakkī Jhīl) ist ein natürlicher Bergsee bei der Stadt Mount Abu im Aravalligebirge im Süden des indischen Bundesstaats Rajasthan.

## Lage
Der ca. 800 m lange, ca. 400 m breite und maximal 24 m tiefe Nakki Lake befindet sich ca. 1 km westlich der Stadt Mount Abu in einer Höhe von ca. 1154 m ü. d. M.

## Legenden und Geschichte
In der Umgebung von Mount Abu gibt es mehrere kleine Bergseen, von denen der Nakki Lake jedoch der schönste ist. Einer Legende nach entstand der See durch die Hand von Göttern um die Menschen vor dem Dämon Bashkali zu beschützen. Einer anderen Legende zufolge soll ein Prinz mit Namen Rasia Balam innerhalb einer Nacht den See mit seinen Fingernägeln gegraben haben um die Königstochter Kunwari Kanya heiraten zu dürfen.
Am 12. Februar 1948 wurde ein Teil der Asche Mahatma Gandhis in den See gestreut; an seinem Ufer wurde eine nach ihm benannte Treppe (ghat) erbaut.

## Heutige Bedeutung
Am Ufer des Sees befinden sich zwei neuzeitliche Hindu-Tempel (Raghunath Temple und Bharat Mata Mandir), die jedoch auf ältere Vorgängerbauten zurückgehen. Da Mount Abu wegen seiner Höhenlage und seines angenehmen Klimas von vielen Indern gerne aufgesucht wird, hat sich auch der Nakki Lake zu einem beliebten Ausflugsort entwickelt. Man kann ihn umwandern und/oder eine kleine Bootstour machen.